# Grand Prix automobile de Belgique 1937
Résultats du Grand Prix de Belgique 1937 comptant pour le Championnat d'Europe des pilotes, qui a eu lieu sur le circuit de Spa-Francorchamps le 11 juillet 1937.

## Grille de départ
| 1re ligne | Pos. 1            |                  | Pos. 2                        |                    | Pos. 3            |
|           | Stuck Auto Union  |                  | Von Brauchitsch Mercedes-Benz |                    | Sommer Alfa Romeo |
| 2e ligne  |                   | Pos. 4           |                               | Pos. 5             |                   |
|           |                   | Hasse Auto Union |                               | Lang Mercedes-Benz |                   |
| 3e ligne  | Pos. 6            |                  | Pos. 7                        |                    | Pos. 8            |
|           | Müller Auto Union |                  | Kautz Mercedes-Benz           |                    | Trossi Alfa Romeo |

## Classement de la course

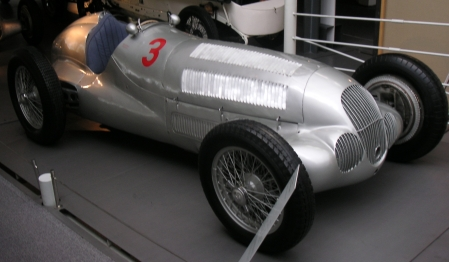
Mercedes-Benz W125.

| Pos  | no | Pilote                  | Écurie           | Châssis            | Tours | Temps/Abandon  | Grille | Points |
| ---- | -- | ----------------------- | ---------------- | ------------------ | ----- | -------------- | ------ | ------ |
| 1    | 12 | Rudolf Hasse            | Auto Union       | Auto Union Type C  | 34    | 3 h 1 min 22 s | 4      | 1      |
| 2    | 8  | Hans Stuck              | Auto Union       | Auto Union Type C  | 34    | + 42 s         | 1      | 2      |
| 3    | 2  | Hermann Lang            | Daimler-Benz AG  | Mercedes-Benz W125 | 34    | + 2 min 45 s   | 5      | 3      |
| 4    | 6  | Christian Kautz         | Daimler-Benz AG  | Mercedes-Benz W125 | 34    | + 3 min 3 s    | 7      | 4      |
| 5    | 16 | Raymond Sommer          | Scuderia Ferrari | Alfa Romeo 12C-36  | 33    | + 1 tour       | 3      | 4      |
| Abd. | 4  | Manfred von Brauchitsch | Daimler-Benz AG  | Mercedes-Benz W125 | 31    | Batterie       | 2      | 4      |
| Abd. | 14 | Hermann Paul Müller     | Auto Union       | Auto Union Type C  | 13    | Durite d'huile | 6      | 6      |
| Abd. | 18 | Carlo Felice Trossi     | Scuderia Ferrari | Alfa Romeo 12C-36  | 5     | Moteur         | 8      | 7      |
| Np.  | 10 | Luigi Fagioli           | Auto Union       | Auto Union Type C  |       |                |        | 8      |
| Np.  | 20 | Franz Gouvion           | Team Lancia      | Maserati 8CM       |       | Moteur         |        | 8      |

- Légende: Abd.=Abandon - Np.=Non partant

## Pole position & Record du tour
- Pole Position : Hans Stuck
- Tour le plus rapide : Hermann Lang en 5 min 4 s 7.